# The Supremes
The Supremes va ser un grup de música pop i soul estatunidenc, format exclusivament per noies, que va interpretar cançons de diferents gèneres musicals, des del doo wop a la psicodèlia passant per la música disco. Es va formar el 1961 a la ciutat de Detroit. Les seves primeres integrants van ser Diana Ross, Mary Wilson i Florence Ballard.

## Carrera
Originalment es deien The Primettes, i eren un quartet, ja que també comptaven amb la presència de Barbara Martin. Amb aquesta formació només van gravar un single a la companyia Lupin el 1960. Quan el 1961 van signar amb Motown van canviar el seu nom per The Supremes, i Barbara Martin va abandonar la formació, convertint-se així en un trio.
Els primers enregistraments del grup per al segell Motown van ser molt més que una successió de temes orientats dins el girl group o el pop soul. Diana Ross es va situar com a cantant principal de la banda, però sempre hi va haver disputes entre la seva veu i la de Florence Ballard, que en alguns moments també va fer de veu principal del trio. Després de diversos singles sense repercussió, a finals de 1963 va arribar el seu primer top40, amb el tema When the Lovelight Starts Shining Through His Eyes.
Berry Gordy, creador de la companyia Motown, va bolcar molta de la seva atenció en el trio, i finalment el 1964 va aconseguir que Where Did Our Love Go es convertís en un número u de vendes. El tema estava escrit per Holland-Dozier-Holland, i va esdevenir el patró a seguir en diversos dels seus següents números u durant 1964 i 1965: Baby Love, Stop! In the Name of Love, Come See About Me i Back in My Arms Again. Amb Diana Ross al capdavant i unes coreografies estilitzades juntament amb un estil molt visual, van triomfar a les televisions i concerts en directe. El trio de músics Holland-Dozier-Holland va produir i va escriure els temes del grup fins a finals de 1967.
Després de 1965, ja no tots els seus èxits pujaven directes al més alt de les llistes, però seguien interessant al públic. Un altre dels seus èxits en aquesta època va ser You Keep Em Hangin 'On. Durant aquesta etapa moltes estrelles de Motown es van queixar de l'atenció que Berry Gordy donava a Diana Ross. D'aquestes, Martha Reeves va ser una de les que més va minimitzar el treball de Diana Ross, donant importància a les altres dues components del grup. A mitjans de 1967 Florence Ballard va ser substituïda per Cindy Birdsong, membre de Patti LaBelle and the Bluebell. Florence Ballard va caure en una depressió i va acabar morint el 1976.
Després de la sortida de Florence Ballard, el grup va passar a dir-se Diana Ross & The Supremes, començant aquí els rumors de la carrera en solitari de Diana Ross. El 1967 van introduir a la seva música certes influències psicodèliques, que es poden veure en Reflections, donant nova fama al grup. Però en aquesta etapa només es podia veure a Diana Ross, ja que les altres dues components amb prou feines apareixien en alguns temes, com ara Love Child i Someday We'll Be Together.
El novembre de 1969 Diana Ross va començar la seva carrera en solitari, sent la seva última actuació amb el grup el gener de 1970 a Las Vegas. Jean Terrel va reemplaçar Diana Ross. El grup es va mantenir fins a l'any 1977 amb èxits com Stoned Love, Nathan Jones i una col·laboració al costat de The Four Tops: River Deep, Mountain High (cançó que després seria versionada per Ike Turner i la seva dona, Tina Turner). En aquesta última època van passar per The Supremes noves components: Lynda Laurence, Scherrie Payne i Susaye Greene; l'única component original que es va mantenir fins a la fi del grup va ser Mary Wilson.

## Pel·lícula
El 2006 es va rodar la pel·lícula musical Dreamgirls inspirada en la història del grup, protagonitzada per Beyoncé, Eddie Murphy i Jennifer Hudson. Narrava les peripècies d'un trio musical femení en els anys 60 i 70. Encara que era evident que es va inspirar en la història de The Supremes, per tal d'evitar plets es va dissimular aquesta relació, donant al trio el nom de Dreamettes.

## Components de The Supremes (per període)
- Florence Ballard (1959 - 1967)
- Mary Wilson (1959 - 1977)
- Diana Ross (1959 - 1970)
- Betty McGlown (1959 - 1960)
- Barbara Martin (1960 - 1961)
- Cindy Birdsong (1967 - 1972, 1973 - 1976)
- Jean Terrell (1970 - 1973)
- Lynda Laurence (1972 - 1973)
- Scherrie Payne (1973 - 1977)
- Susaye Greene (1976 - 1977)

## Discografia

### Singles dins del top10
| Any  | Títol                                            | US Top 10 | UK Top 10 |
| ---- | ------------------------------------------------ | --------- | --------- |
| 1964 | Where Did Our Love Go                            | 1         | 3         |
| 1964 | Baby Love                                        | 1         | 1         |
| 1964 | Come See About Me                                | 1         | 27        |
| 1965 | Stop! In the Name of Love                        | 1         | 7         |
| 1965 | Back in My Arms Again                            | 1         | 40        |
| 1965 | I Hear a Symphony                                | 1         | 39        |
| 1965 | My World Is Empty Without You                    | 5         | -         |
| 1966 | Love Is Like an Itching In My Heart              | 9         | -         |
| 1966 | You Can't Hurry Love                             | 1         | 3         |
| 1966 | You Keep Me Hangin 'On                           | 1         | 8         |
| 1967 | Love is Here and Now You're Gone                 | 1         | 17        |
| 1967 | The Happening                                    | 1         | 6         |
| 1967 | Reflections                                      | 2         | 5         |
| 1967 | In and Out of Love                               | 9         | 13        |
| 1968 | Love Child                                       | 1         | 15        |
| 1968 | I'm Gonna Make You Love Me (amb The Temptations) | 2         | 3         |
| 1969 | I'm Livin' in Shame                              | 10        | 14        |
| 1969 | Someday We'll Be Together                        | 1         | 13        |
| 1970 | Up the Ladder to the Roof                        | 10        | 6         |
| 1970 | Stoned Love                                      | 7         | 3         |
| 1971 | Nathan Jones                                     | -         | 5         |
| 1972 | Floy Joy                                         | -         | 9         |
| 1972 | Automatically Sunshine                           | -         | 10        |

### Àlbums
The Supremes
- Meet The Supremes (1963)
- Where Did Our Love Go? (1964)
- A Bit of Liverpool (1964)
- The Supremes Sing Country Western & Pop (1965)
- We Remember Sam Cooke (1965)
- More Hits by The Supremes (1965)
- At the Copa (1965)
- Merry Christmas (1965)
- I Hear a Symphony (1966)
- The Supremes A' Go-Go (1966)
- Sing Holland-Dozier-Holland (1967)
- The Supremes Sing Rodgers & Hart (1967)

Diana Ross & The Supremes
- Reflections (1968)
- Funny Girl (1968)
- Diana Ross & The Supremes Join The Temptations (1968)
- Live at London's Talk of the Town (1968)
- Love Child (1968)
- T.C.B. (1968)
- Let the Sunshine In (1969)
- Together (1969)
- Cream of the Crop (1969)
- On Broadway (1969)
- Farewell! (1970)

The Supremes
- Right On] (1970)
- The Magnificent 7 (1970)
- New Ways But Love Stays (1970)
- The Return of the Magnificent Seven (1971)
- Touch (1971)
- Dynamite (1971)
- Floy Joy (1972)
- The Supremes Arranged and Produced by Jimmy Webb (1972)
- The Supremes (1975)
- High Energy (1976)
- Mary, Scherrie and Susaye (1976)

## Nota
1. ↑  Mark Ribowsky. The Supremes: A Saga of Motown Dreams, Success, and Betrayal.  Da Capo Press, 29 juny 2009. ISBN 9780306815867 [Consulta: 30 juliol 2011].